# Juli-Joel Edelstein

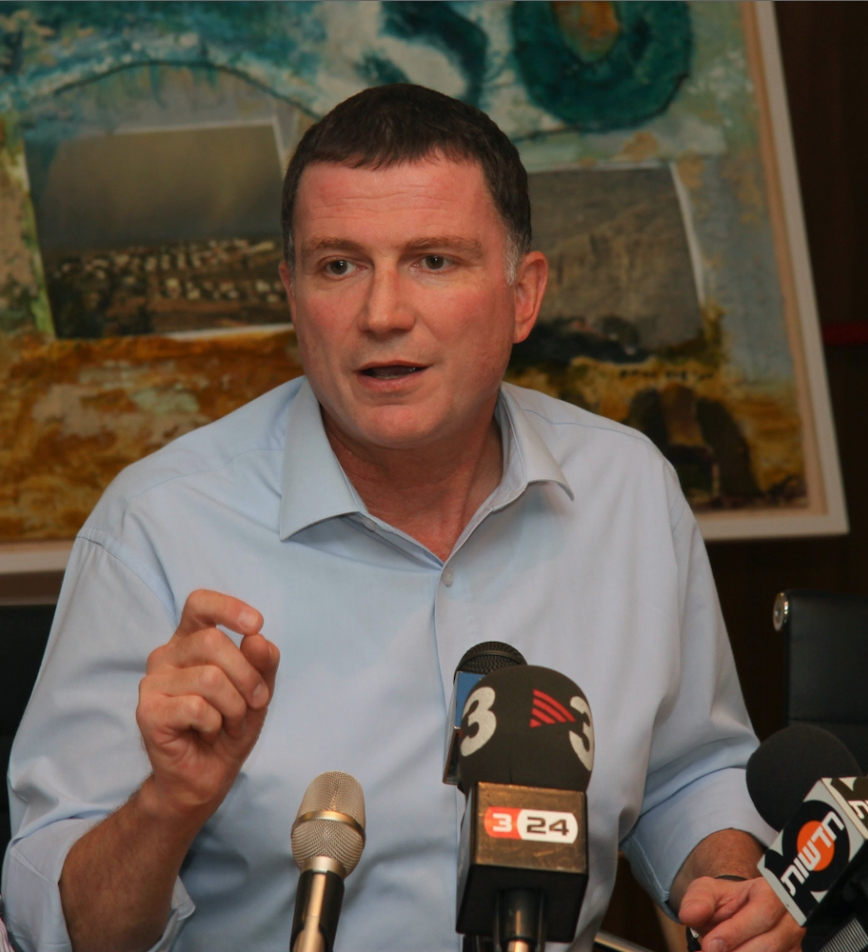
Juli-Joel Edelstein

Juli-Joel Edelstein (hebräisch יולי – יואל אדלשטיין, russisch Юлий Эдельштейн, ukrainisch Юрій Едельштейн, * 5. August 1958 in Czernowitz, Ukrainische SSR) ist ein israelischer Politiker der Likud-Partei und war bis zu seinem Rücktritt am 25. März 2020 Sprecher der Knesset.

## Leben
Seine Mutter, Anita Edelstein, war Jüdin, während sein Vater, Juri Edelstein, der Sohn eines jüdischen Vaters und einer christlichen Mutter war. Beide konvertierten zum Christentum. Edelsteins Vater wurde orthodoxer Priester in Karabanowo im Gebiet Kostroma mit dem Namen Pater Georgi. Während seine Eltern an Universitäten auf dem Land lehrten, wurde Edelstein von seinen Großeltern mütterlicherseits aufgezogen. Sein Großvater hatte sich im Alter von 70 Jahren selbst Hebräisch beigebracht und hörte früher die Stimme Israels auf Kurzwelle im Radio. Als Edelsteins Großvater starb, begann Juli, Hebräisch zu studieren und Bücher wie Exodus von Leon Uris zu lesen. Im Jahr 1977, während seines zweiten Studienjahres, beantragte Edelstein ein Ausreisevisum, um nach Israel einwandern zu können. Man lehnte den Antrag ab, und er begann, sich mit einer kleinen Gruppe von Hebräischlehrern zusammenzutun, die in ihren Wohnungen Kurse abhielten. 1984 wurde er verhaftet und wegen Drogenbesitzes verurteilt. Er verbrachte dreieinhalb Jahre unter schwierigen Bedingungen in einem Arbeitslager, wo er bei einem Arbeitsunfall schwer verletzt wurde. 1987 wurde er freigelassen und durfte nach Israel emigrieren.
Nach seiner Alija begann er, sich für Politik zu interessieren. Zunächst war er Mitglied der Nationalreligiösen Partei (Mafdal), später gehörte er zu den Gründern der Partei Jisra’el ba-Alija, die 2003 in den Likud aufging. Von 1996 bis 1999 war er Minister für die Aufnahme von Einwanderern und von 2001 bis 2003 stellvertretender Minister für die Aufnahme von Einwanderern. Von 2009 bis 2013 war er Minister für Information und Diasporaangelegenheiten. Von 2013 bis März 2020 war er Sprecher der Knesset. Im Kabinett Benjamin Netanjahu V, das im Mai 2020 gebildet wurde, übernahm er das Gesundheitsministerium.
Er war von 1981 bis 2014 33 Jahre lang mit Tatiana (Tanya) Edelstein verheiratet, die eine zionistische Aktivistin war. Sie lernten sich in der Sowjetunion kennen, als sie eine hebräische Klasse besuchte, die er unterrichtete. Nachdem sie nach Israel eingewandert war, arbeitete sie als Bauingenieurin bei der Zivilluftfahrtbehörde. Tanya und Juli Edelstein hatten zwei gemeinsame Kinder. Im Jahr 2014 starb Tanya im Alter von 63 Jahren an Krebs. Im Juni 2016 heiratete Edelstein Irina Nevzlin, die Vorsitzende des Vorstands des Museums Beit Hatfutsot und Präsidentin der Stiftung NADAV.
Er lebt in der israelischen Siedlung Neve Daniel, die zum Siedlungsblock Gusch Etzion im besetzten Westjordanland gehört.